# Quadra Mountain
Quadra Mountain är ett berg i Kanada.   Det ligger i provinsen Alberta, i den centrala delen av landet, 3 000 km väster om huvudstaden Ottawa. Toppen på Quadra Mountain är 3 174 meter över havet. Quadra Mountain ingår i Bow Range.
Terrängen runt Quadra Mountain är huvudsakligen bergig, men den allra närmaste omgivningen är kuperad.Trakten runt Quadra Mountain är nära nog obefolkad, med mindre än två invånare per kvadratkilometer.. Närmaste större samhälle är Lake Louise, 15,9 km norr om Quadra Mountain. 
Trakten runt Quadra Mountain består i huvudsak av gräsmarker.